# Герб Партизанска
Герб Партиза́нского городского округа Приморского края Российской Федерации является официальным символом и опознавательным знаком, соответствующим установившимся традициям и составленным по правилам геральдики.
Герб утверждён Решением № 29 Думы Партизанского городского округа 30 мая 2008 года и внесён в Государственный геральдический регистр Российской Федерации с присвоением регистрационного номера 4146.

## Описание герба
«В скошенном слева зелёном и лазоревом полях щита золотое растение женьшень с красными ягодами, сопровождаемое в оконечности золотым камнем».

## История герба и его символики

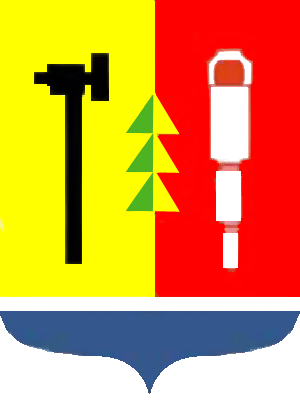
Герб Сучан (1971 год)

Город Партизанск был основан в 1896 году как Сучанский Рудник, до 1972 года носил название Сучан.
Первый герб города был утверждён в 1971 году городским исполнительным комитетом города Сучан. Герб имел следующее описание: «Щит рассечённый, на красном поле — отбойный молоток, на жёлтом — шахтёрский обушок, символизирующий старину и новь города. На границе полей — зелёная ель».
Автор первого герба — художник Г. Сенченко.
В советский период выпускались гербовидные сувенирные значки с изображением эмблемы Сучана, а впоследствии Партизанска. На гербовидной эмблеме Сучан были изображены угольные терриконы, шахта, памятник с красными знаменами и внесены надписи — «Сучан», «1896-1973». На эмблеме Партизанска изображался герб Сучана 1971 года, но с елью красного цвета, и  новым названием города.
Эмблемы официально не утверждались.
В 2003 году Отделом архитектуры администрации города был разработан проект нового герба Партизанска. Проект герба описывался так: в зелёном поле щита чёрный квадрат, на котором изображено растение женьшень с пурпуровыми плодами, зелёными листьями и золотым корнем; в вольной части щита герб Приморской области; по верхней кромке щита надпись — «ПАРТИЗАНСК».
Символика проекта герба имело следующее толкование:
Зелёный цвет щита символизирует «изобилие, а также всю прелесть природы юга Приморья».
Квадрат — устойчивость, стабильность, уверенность, твёрдость; а его чёрный цвет — благоразумие, смирение, печаль, а также уголь и шахтёрский труд.
Женьшень «символически даёт Партизанску надежду на возрождение, исцеление, продление жизни и уверенность в изобилии, могуществе и спокойствии».
Проект герба имел ряд геральдических ошибок и официально утверждён не был.
Был разработан новый проект герба Партизанского городского округа, который был утверждён Решением Думы Партизанского городского округа от 25.11.2005 № 260 «Об официальных символах Партизанского городского округа».
Утверждённый герб Партизанского городского округа имел следующее описание:
«Основным элементом герба Партизанского городского округа является геральдический (гербовый) щит, как условное пространство для размещения гербовых фигур и фонов (полей), имеющих определённую расцветку и конфигурацию. Геральдический щит Партизанска имеет два цветовых фона. Цвета зелени и лазури символизируют надежду, радость, изобилие, а также символически отражают красоту, мягкость и величие природы юга Приморья.
В центре щита расположен женьшень цвета золота.
Женьшень (кит. „жень“ — человек, „шень“ — дух, духовная энергия, сила) — уникальное растение юга Дальнего Востока, обладающее необычайными целительными свойствами. Его по праву называют королём южной части приморской тайги. Именно женьшень символически даёт Партизанску надежду на возрождение, исцеление, продление жизни и уверенность в изобилии, спокойствии и могуществе. Золотой цвет женьшеня символ богатства, уверенности, справедливости и великодушия.
В нижней части геральдического щита, под изображением женьшеня расположено изображение шестиугольного кристалла чёрного цвета с белыми бликами на гранях — это уголь. В конце XIX века, в результате начала добычи угля в сучанском руднике для нужд российского флота, было положено основание для рождения и роста города Сучан, позднее город переименован в Партизанск. Именно угольная промышленность долгие годы являлась для Партизанска градообразующей, и вся его трудовая слава связана с добычей угля.
Цвет чернь кристалла — это символ благоразумия, строгости, смирения перед нелёгким шахтёрским трудом, памяти о многочисленных жизнях, окончивших свой путь в штольнях сучанских шахт. Одновременно это и уверенность в благоразумии нынешних и будущих жителей города, которые найдут способ эффективного использования природного богатства, на котором издавна стоит город Партизанск .
Белые блики на гранях кристалла символизируют эту уверенность.»

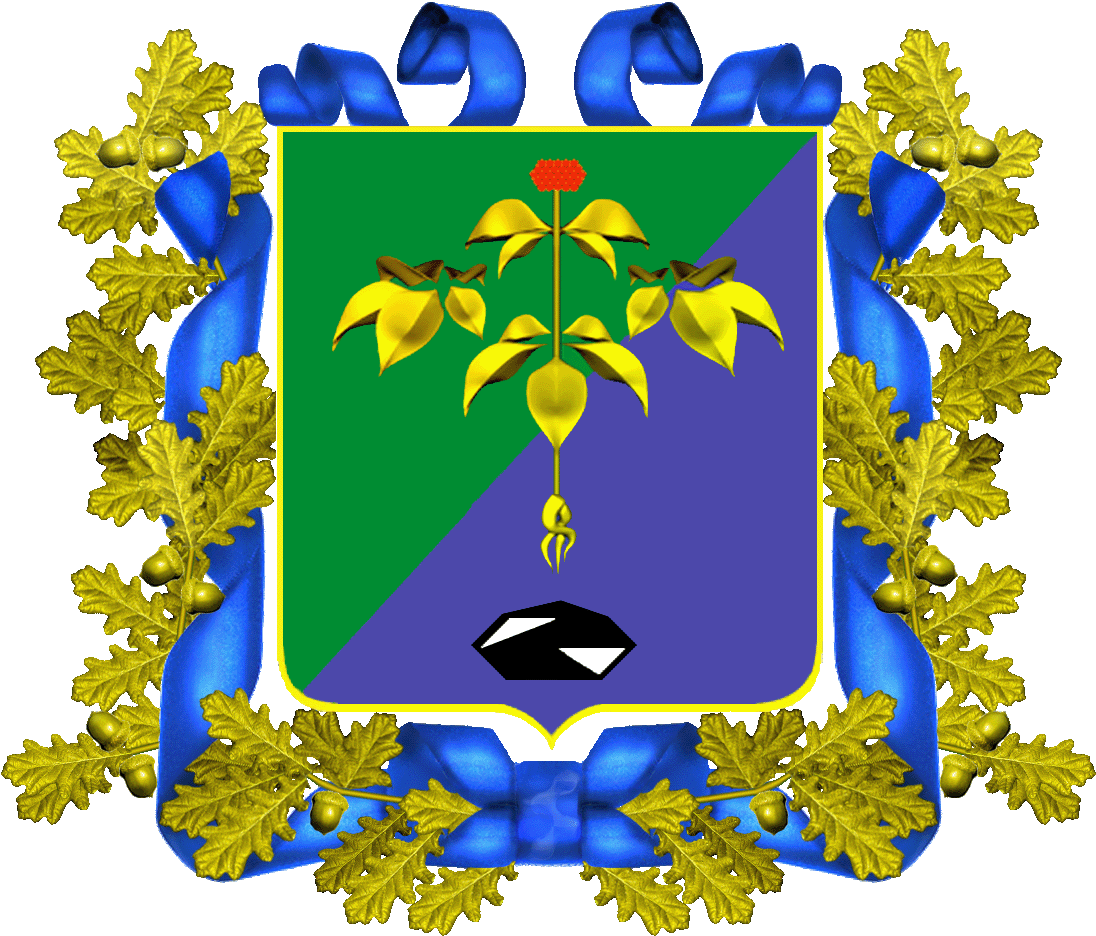
Проект полного герба Партизанска (2005 год)

В решении указывалось, что герб может существовать в двух равноправных версиях: полной — с вольной частью; упрощённой — без вольной части.
Так же был утверждён полный герб Партизанского городского округа дополненный венком из дубовых листьев с желудями, соединенным Андреевской лентой.
Документы об утверждении официальных символов Партизанского городского округа были переданы в Геральдический совет при Президенте Российской Федерации для регистрации.
В марте 2008 года из Геральдического совета поступил отказ на регистрацию и внесение в регистр официальных символов Партизанского городского округа в Государственном геральдическом регистре Российской Федерации.
В обоснование отказа приводились доводы о том, что герб Партизанского городского округа не соответствует некоторым геральдическим требованиям, так называемому правилу тинктур. Так в частности, если камень, символизирующий уголь, будет чёрного цвета, то поля щита должны быть золотым и серебряным, а женьшень зелёным. Цвет женьшеня и полей щита можно сохранить прежними, если изменить цвет камня на золотой.
30 мая 2008 года, решением Думы Партизанского городского округа, был утверждён новый рисунок герба с учётом рекомендаций Геральдического совета и признано утратившим силу решения муниципального Комитета города Партизанска от 24 декабря 2004 года N 107 «Об утверждении положения о Гербе Партизанского городского округа».